# Lofa
Pour le comté du Liberia, voir Comté de Lofa.
Le Lofa ou Loffa (nommé en anglais : Lofa River) est un fleuve dont les sources proviennent de l'est de la Guinée au nord-est de Macenta. Il coule du nord-est vers le sud-ouest sud-ouest, à travers l'ouest du Libéria, avant de se jeter dans l'océan Atlantique,.

## Histoire
Historiquement, il a également été connue sous le nom de Little Cape Mount River. La rivière Lawa conflue avec le fleuve Lofa dans le comté de Lofa, au Libéria. 

## Faune
Les espèces indigènes comprennent l'hippopotame pygmée.

## Économie
Le fleuve Lofa a plusieurs concessions d'extraction de diamants le long de la rivière qui ont été accordées à la fin des années 1950 et au début des années 1960.